# كرايغ بي. كوبر
كرايغ بي. كوبر (بالإنجليزية: Craig B. Cooper)‏ هو رائد بحار ‏ أمريكي، ولد في 8 سبتمبر 1949.